# Ахматов, Фёдор Антонович
Фёдор Антонович Ахматов (? — не ранее 1820) — русский флотоводец, капитан генерал-майорского ранга.

## Биография
Служил первоначально (с 1776—1787 гг.) в балтийском флоте, потом, в штаб-офицерских чинах, плавал на судах черноморской гребной флотилии, и принимал деятельное участие во время второй турецкой войны. В 1788 г., командуя на днепровском лимане отрядом флотилии под главным начальством контр-адмирала принца Нассау-Зигена, был в сражении 17 июня с турецким флотом, напавшим на флотилию в числе 57 судов, и за отличие в сражении награжден орденом св. Георгия 4-го класса.
В 1790 г., он, в чине капитана 1-го ранга, командовал авангардом лиманской флотилии под главным начальством бригадира де Рибаса, при прорыве этой флотилии в Дунай, и участвовал 20 — 27 ноября, в овладении турецкими батареями, защищавшими вход в реку, а также находился при осаде крепости Тульчи. Впоследствии начальствовал каспийской флотилией и оставил службу в 1797 г. В 1814—1820 гг. был Астраханским губернским предводителем дворянства.